# Wanping-Festung

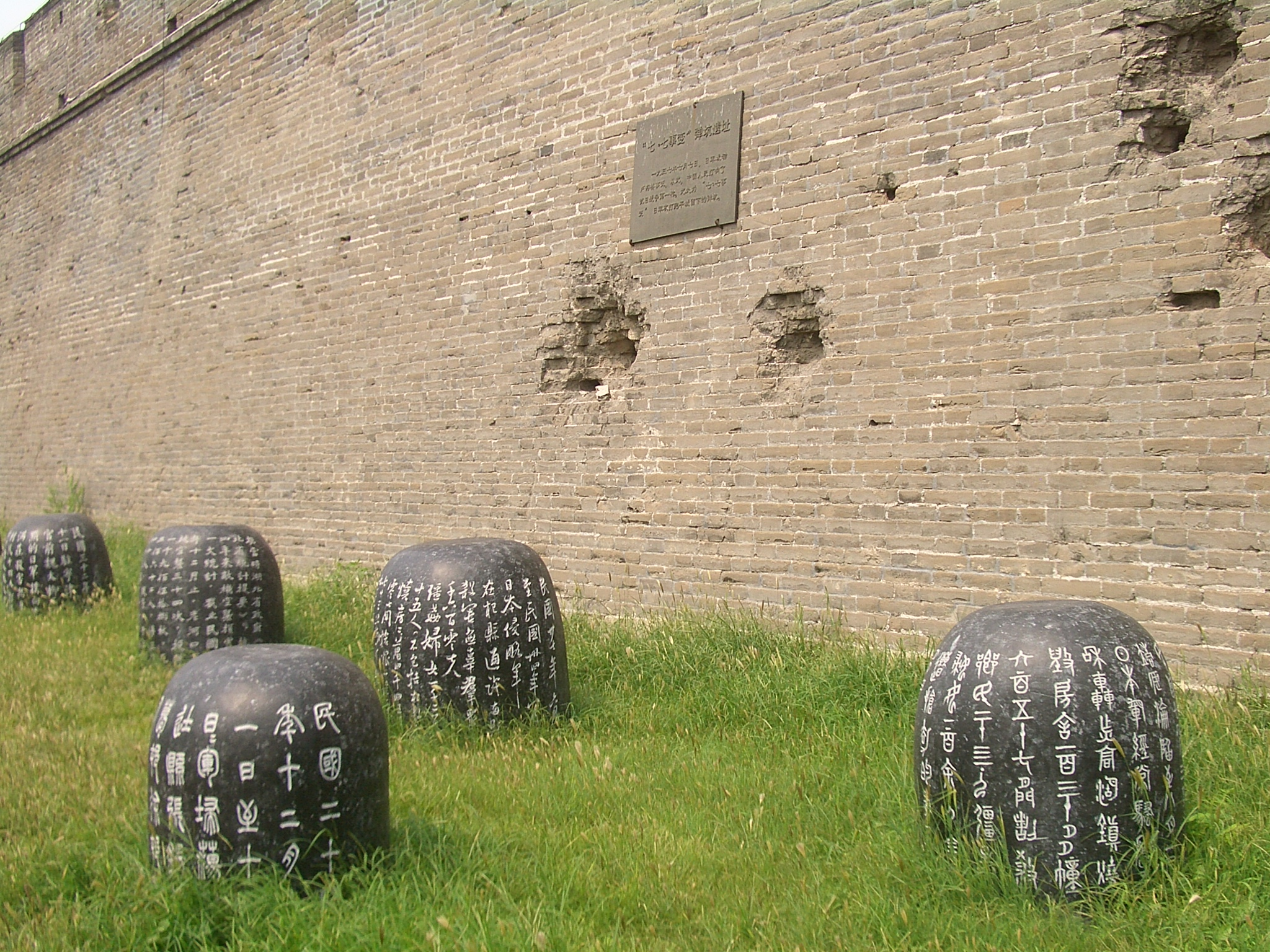
Einschusstrichter in der Mauer durch die Japaner beim Zwischenfall des 7. Juli (1937)

Die Wanping-Festung oder das Wanping-Fort (chinesisch 宛平城, Pinyin Wǎnpíng Chéng) in der Nähe der Marco-Polo-Brücke über den Fluss Yongding He im Pekinger Stadtbezirk Fengtai ist eine ummauerte, festungsartige Anlage aus der Zeit der Ming-Dynastie (1368–1644). Sie wurde zur Verteidigung Pekings gegen den Bauernaufstand von Li Zicheng erbaut und diente später der kaiserlichen Armee als eine Art Kaserne. Die beiden mächtigen Eingangstore im Osten und Westen der Anlage sind durch eine breite Allee miteinander verbunden. In ihrem Westen befindet sich die Marco-Polo-Brücke. Die Ereignisse an der Stätte des Zwischenfalls an der Marco-Polo-Brücke im Jahr 1937 gelten als Auslöser des Zweiten japanisch-chinesischen Krieges.

## Galerie

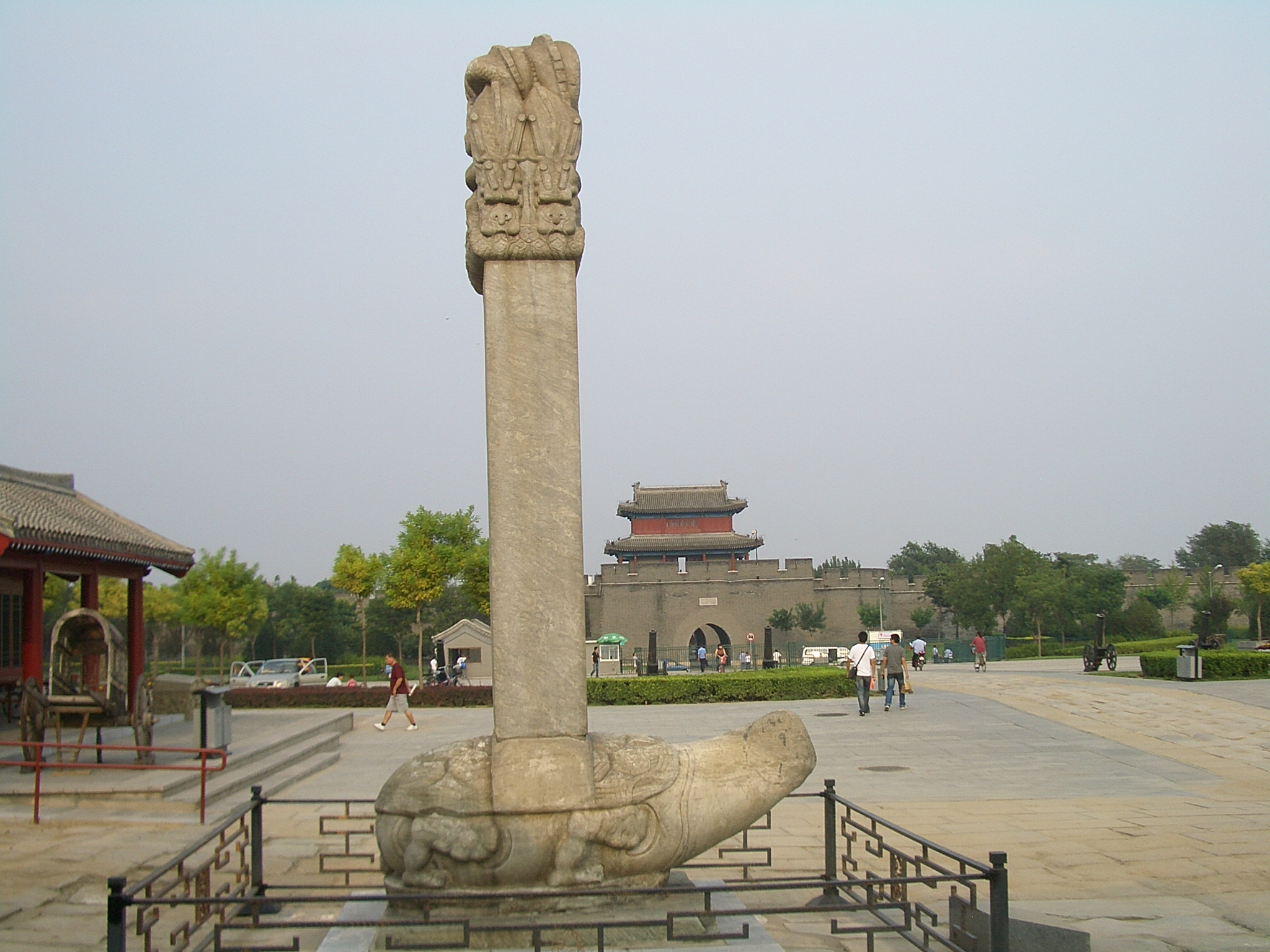
Westtor der Festung
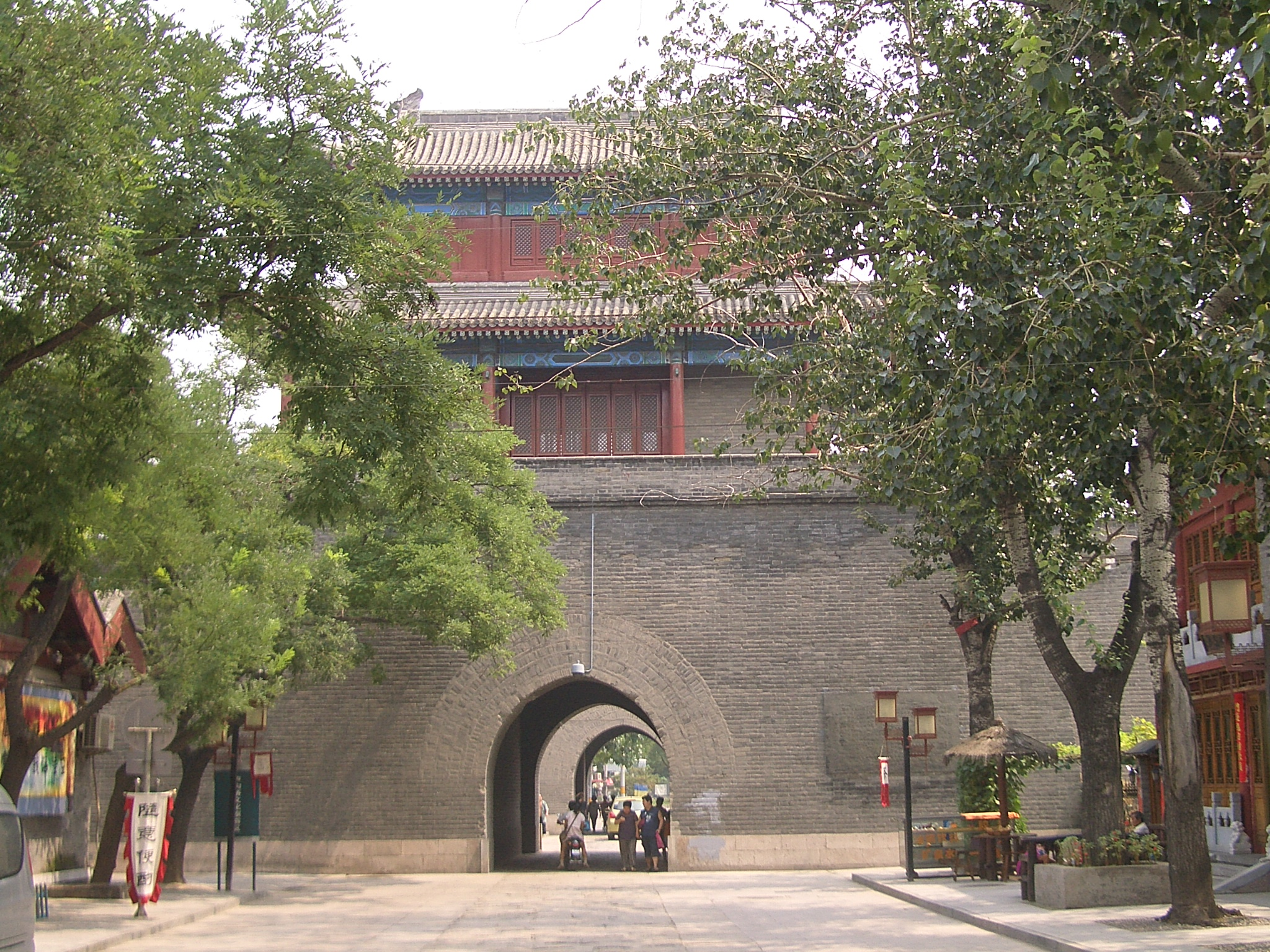
Osttor der Festung
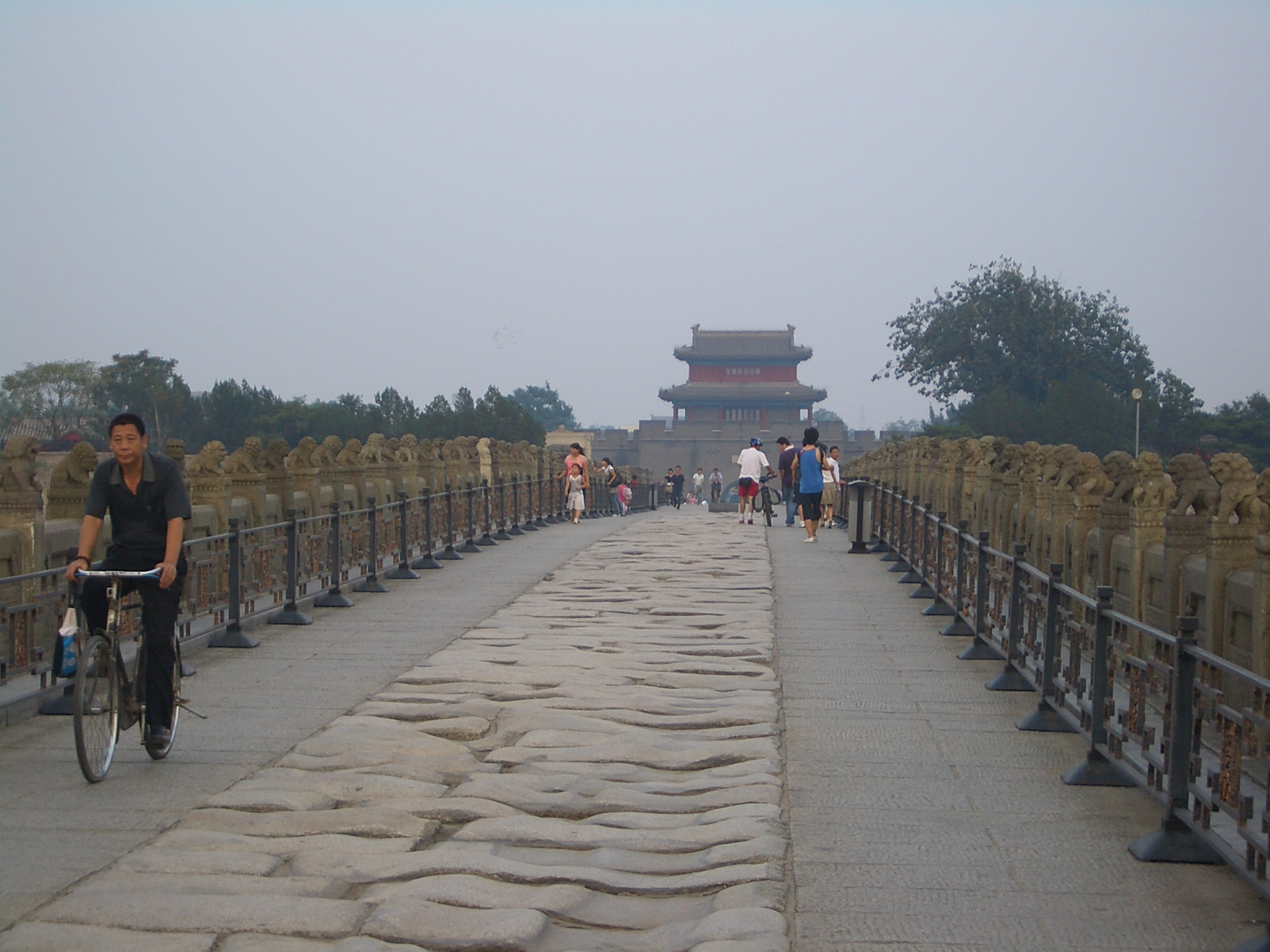
Von der Marco-Polo-Brücke aus betrachtet
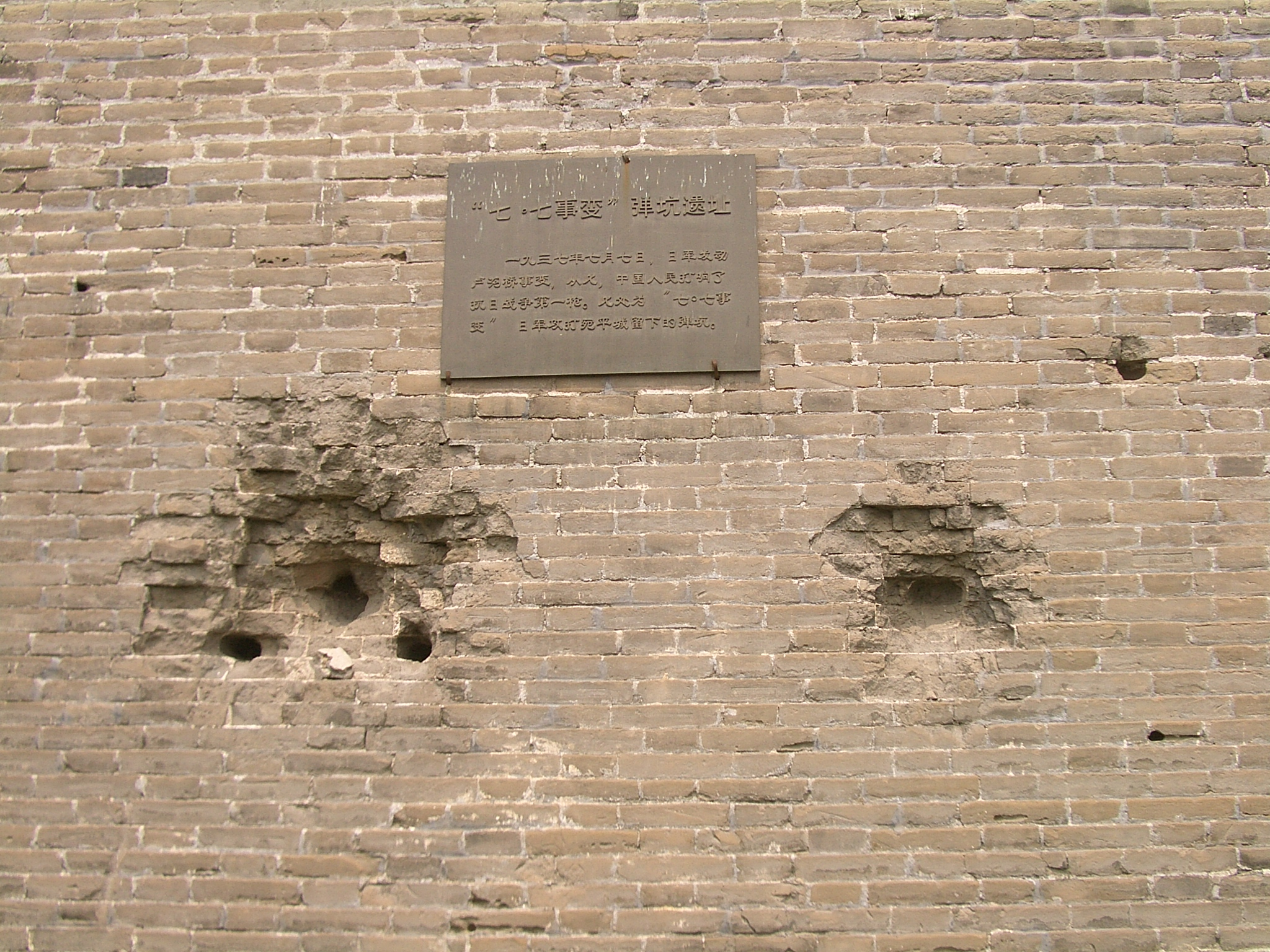
Gedächtnistafel neben Einschusstrichtern des Zwischenfalls des 7. Juli
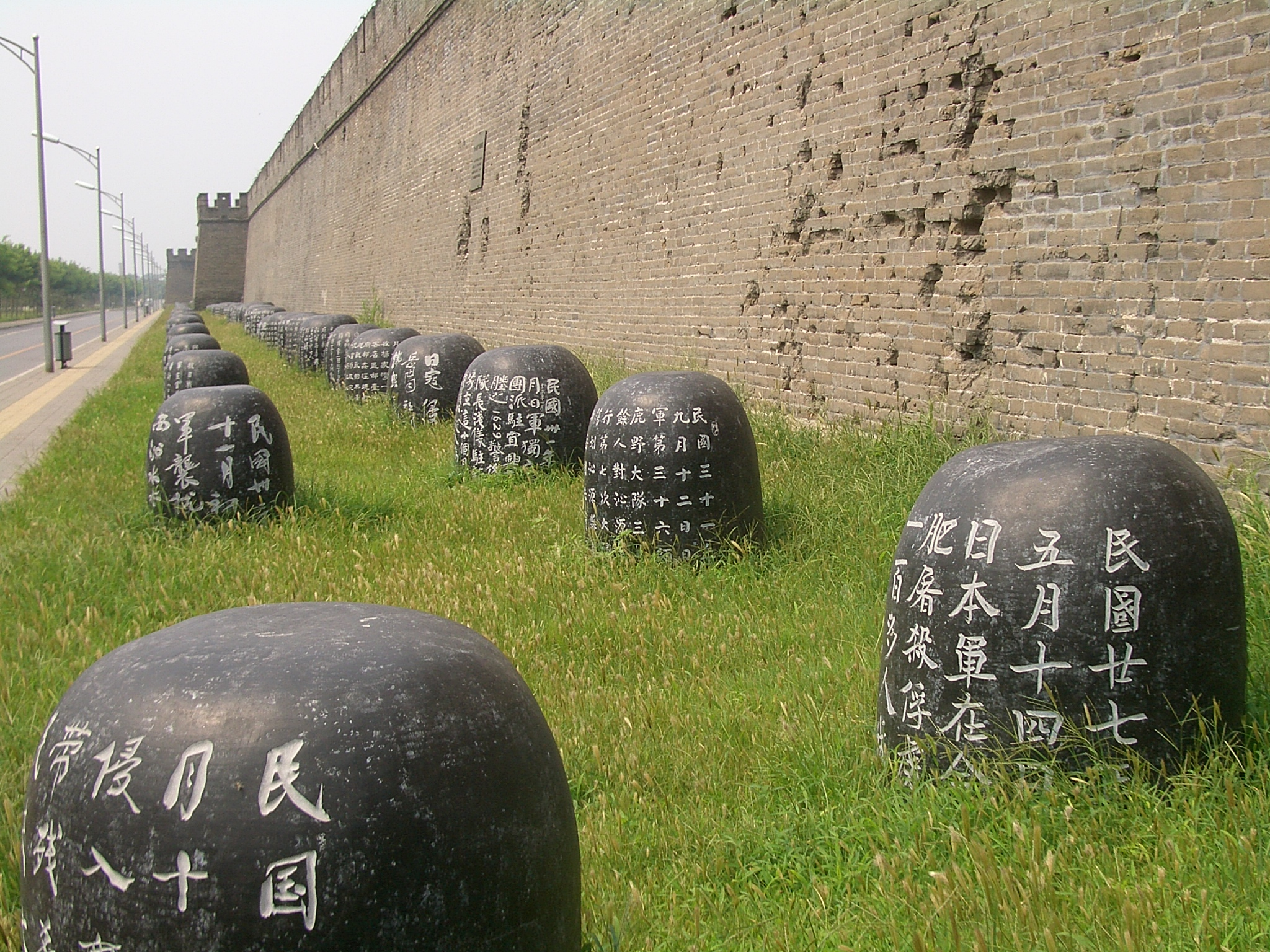
Festungsmauer

## Verschiedenes
In der Anlage befindet sich ein Museum zum chinesisch-japanischen Krieg, das Museum zum chinesischen antijapanischen Widerstandskrieg.